# Phare de Chatham Point
Le phare de Chatham Point est un phare situé à l'extrémité du passage Discovery un chenal du Passage Intérieur à l'est de l'île de Vancouver, dans le District régional de Strathcona (Province de la Colombie-Britannique), au Canada.
Ce phare est géré par la Garde côtière canadienne .

## Histoire
Le phare de Chatham Point est situé à l'extrémité nord du passage Discovery, à environ 40 kilomètres au nord de Campbell River. C'est là que le passage Discovery fait un virage serré dans le détroit de Johnstone. La première station avait été établi sur ce point en 1908.
Les bâtiments d'habitation et celui de la corne de brume ont été reconstruits en 1957.

## Description
Le phare est une tour cylindrique en acier blanc, avec une galerie verte sans lanterne, de 4,5 m de haut. Elle est posée sur une base en béton sortant de l'eau devant la station. Il émet, à une hauteur focale de 6,5 m, un éclat vert toutes les 5 secondes. Sa portée nominale est de 8 milles nautiques (environ 15 km).
Cette station légère est pourvue de personnel dans deux bâtiments. Une station météorologique est aussi présente sur ce site.
Identifiant : ARLHS : CAN-132 - Amirauté : G-5590 - NGA : 12508 - CCG : 0518 .

### Lien connexe
- Liste des phares de la Colombie-Britannique